# Ам Харт (станция метро)
«Ам Харт» (нем. Am Hart) — станция Мюнхенского метрополитена, расположенная на линии . Станция находится в районе Ам Харт (нем. Am Hart). К западу от станции находится Центр исследований и инноваций BMW.

## История
Открыта 20 ноября 1993 года. Станция была спроектирована архитектурным бюро «Hilmer + Sattler» . 

## Архитектура и оформление
Изогнутые белые алюминиевые панели крепятся к потолку станции, отражая свет от двух световых полос на платформу. Боковые стены покрыты синей мозаичной плиткой, окаймленной продольными полосами из нержавеющей стали. Колонны облицованы мелкими белыми стеклянными плитками.

## Пересадки
Проходят автобусы следующих линий: 141, 171, 172, 294, 295.